# Erythrodiplax cauca
Erythrodiplax cauca – gatunek ważki z rodziny ważkowatych (Libellulidae). Występuje na terenie Ameryki Południowej.